# 岩田末廣
岩田 末廣（いわた すえひろ、1939年8月10日 – ）は、日本の化学者。学位は、理学博士。分子科学研究所名誉教授、総合研究大学院大学名誉教授。専門は、理論化学・量子化学・計算化学。

## 略歴
- 1958年: 東京都立大学附属高等学校卒業
- 1962年: 東京大学理学部卒業
- 1967年: 東京大学理学系研究科化学専攻修了（理学博士の学位を取得）学位論文の題は「The study of absorption and emission spectra of charge-transfer complexes(電荷移動分子化合物の吸収・発光スペクトル)」[1]。
- 1967年: 理化学研究所研究員
- 1981年: 慶應義塾大学理工学部助教授（86年より教授）
- 1994年: 分子化学研究所および総合研究大学院大学物理科学研究科教授（2000年に名誉教授）
- 1994年: 分子科学研究所計算機センター長
- 2000年: 広島大学大学院理学研究科教授
- 2001年: 大学評価・学位授与機構教授
- 2002年: 東北大学多元物質科学研究所教授（併任）
- 2004年: 広島大学量子生命科学プロジェクト研究センター･理学研究科特任教授

この間、72～73年にロチェスター大学、73～75年にシカゴ大学で博士研究員として在外研究し、97～99年に東京大学理学系大学院化学専攻客員教授を務めた。

## 受賞
- 2000年： 日本化学学会賞